# اچ‌ام‌اس سنتور (۱۷۵۹)
اچ‌ام‌اس سنتور (۱۷۵۹) (به انگلیسی: HMS Centaur (1759)) یک کشتی است که طول آن ۱۷۵ فوت ۸ اینچ (۵۳٫۵۴ متر) می‌باشد. این کشتی در سال ۱۷۵۷ ساخته شد.